# Platja de Sant Cristòfol
La platja de Sant Cristòfol, o platja del Far de Sant Cristòfol, coneguda també com platja de la Farola, o platgeta dels Frares, és una platja semiurbana del municipi de Vilanova i la Geltrú (Garraf). Limita al nord amb el penya-segat de Punta Mabrera, que la separa de la platja dels Colls, i al sud amb el torrent de la Piera i el Port de Vilanova i la Geltrú, que la separen de la platja de Ribes Roges. Orientada al sud-sud-est, té una longitud de 630 metres i una amplada mitjana de 155 metres, formada per sorra fina, amb un pendent d'entrada a l'aigua suau. La platja disposa de serveis de socorrisme, lavabos i lloguer de para-sols, gandules, catamarans, patins aquàtics, caiacs i motos d'aigua. Hi ha una guingueta oberta dia i nit. En aquesta platja comença el tram del camí de ronda GR-92, que arriba a Sitges.
L'Agència Catalana de l'Aigua efectua un control quinzenal de la qualitat de l'aigua, durant la temporada de bany, amb el resultat d'excel·lent.
El 2024 s'habilità un espai per a gossos, de 2.000 m², a l'extrem sud de la platja, a tocar del torrent de la Piera.

## Toponímia
El nom de Sant Cristòfol prové de la propera ermita de Sant Cristòfol, i el de Far de Sant Cristòfol o de la Farola, del també proper Far de Sant Cristòfol. Els pescadors l'anomenaven platja de l'Estany o platja de Llevant. El nom de l'Estany feia referència a l'aiguamoll que es produïa al capdavall del torrent de la Piera a Sant Cristòfol, anomenat estany de la Geltrú.
Abans de la construcció del port, hi ha via dues platges, la platja de la Farola, al sud, i la platgeta dels Frares, al nord, separades per les Roques Altes. Amb la construcció del port, l'acumulació de sorres produí la unió de les dues platges. El nom de la platgeta dels Frares al·ludia a que aquí s'hi banyaven els frares mercedaris de Solicrup.